# 東山村 (北海道)
東山村（ひがしやまむら）は、かつて北海道空知郡にあった村。

## 沿革
- 1919年（大正8年）4月1日 - 北海道二級町村制施行により空知郡山部村が村制施行し、山部村となる。
- 1940年（昭和15年）4月1日 - 山部村から字西達布が分離され、二級町村制施行により東山村が発足。
- 1956年（昭和31年）9月30日 - 空知郡富良野町と合併して、富良野町を新設し消滅。